# 수송중학교
수송중학교(壽松中學校)는 대한민국 서울특별시 강북구 번동에 있는 공립 중학교이다.

## 학교 연혁
- 2000년 11월 25일 : 수송중학교 설립인가
- 2001년 3월 1일 : 초대 홍성무 교장 취임
- 2001년 3월 2일 : 제1회 입학식
- 2001년 5월 16일 : 개교기념일
- 2004년 2월 11일 : 제1회 졸업식(졸업생 360명)
- 2009년 7월 20일 : 솔빛관 개관
- 2013년 12월 17일 : 레슬링부 창단
- 2022년 9월 1일 : 제8대 박성희 교장 취임
- 2022년 12월 29일 : 제20회 졸업식(122명, 누계 4,817명)
- 2023년 3월 2일 : 제23회 입학식(120명)

## 참고 자료
- 수송중학교 - 한국교육학술정보원 학교알리미